# لومان (میزوری)
لومان (به انگلیسی: Lohman) یک شهر در ایالات متحده آمریکا است که در شهرستان کول، میزوری واقع شده‌است. لومان ۰٫۹۳ کیلومتر مربع مساحت و ۱۶۳ نفر جمعیت دارد و ۲۰۴ متر بالاتر از سطح دریا واقع شده‌است.